# Brendan Christian
Brendan Kyle Akeem Christian (Saint John's, 11 dicembre 1983) è un ex velocista antiguo-barbudano, specializzato nei 200 metri piani.

## Biografia
Figlio del ciclista Donald Christian, che ha gareggiato ai Giochi olimpici di Montréal 1976, si dedica all'atletica leggera e alla velocità dall'adolescenza. Trasferitosi ad Austin, prosegue la carriera sportiva affiliandosi alla squadra dell'Università di Houston. Internazionalmente debutta nel 2002, partecipando ai Mondiali juniores in Giamaica, dove vince la medaglia d'argento nei 200 metri piani, alle spalle di Usain Bolt.
Due anni più tardi partecipa alla sua prima edizione dei Giochi olimpici ad Atene 2004, a cui succederanno ancora le partecipazioni a Pechino 2008 e a Londra 2012. Tra i vari traguardi raggiunti da Christian nella sua carriera ci sono due medaglie, di cui una d'oro, conquistate ai Giochi panamericani di Rio de Janeiro 2007.

## Palmarès
| Anno | Manifestazione          | Sede           | Evento      | Risultato        | Prestazione | Note                                     |
| ---- | ----------------------- | -------------- | ----------- | ---------------- | ----------- | ---------------------------------------- |
| 2002 | Mondiali juniores       | Kingston       | 100 m piani | 6º               | 10"43       |                                          |
| 2002 | Mondiali juniores       | Kingston       | 200 m piani | Argento          | 20"74       |                                          |
| 2004 | Campionati NACAC U23    | Sherbrooke     | 200 m piani | 4º               | 20"90       |                                          |
| 2004 | Giochi olimpici         | Atene          | 200 m piani | Quarti di finale | 20"63       |                                          |
| 2006 | Giochi del Commonwealth | Melbourne      | 200 m piani | Semifinale       | 21"10       |                                          |
| 2006 | Giochi CAC              | Cartagena      | 200 m piani | 4º               | 20"86       |                                          |
| 2007 | Giochi panamericani     | Rio de Janeiro | 100 m piani | Bronzo           | 10"26       |                                          |
| 2007 | Giochi panamericani     | Rio de Janeiro | 200 m piani | Oro              | 20"37       |                                          |
| 2007 | Mondiali                | Osaka          | 100 m piani | Semifinale       | 10"29       |                                          |
| 2007 | Mondiali                | Osaka          | 200 m piani | Semifinale       | 20"36       |                                          |
| 2008 | Mondiali indoor         | Valencia       | 60 m piani  | Semifinale       | 6"72        |                                          |
| 2008 | Giochi olimpici         | Pechino        | 200 m piani | Semifinale       | 20"29       |                                          |
| 2009 | Mondiali                | Berlino        | 200 m piani | Semifinale       | 20"79       |                                          |
| 2010 | Giochi CAC              | Mayagüez       | 200 m piani | 4º               | 20"59       |                                          |
| 2010 | Giochi CAC              | Mayagüez       | 4×100 m     | Batteria         | dq          |                                          |
| 2011 | Mondiali                | Taegu          | 200 m piani | dns              | dns         |                                          |
| 2012 | Giochi olimpici         | Londra         | 200 m piani | Semifinale       | 20"58       | Miglior prestazione personale stagionale |